# Elecciones generales de Sudáfrica de 2019
Las elecciones generales sudafricanas de 2019 se llevaron a cabo el 8 de mayo de 2019 para elegir un nuevo presidente, la Asamblea Nacional y las legislaturas provinciales en cada provincia. Estas fueron las sextas elecciones celebradas desde el fin del apartheid en 1994 y determinaron quién se convertiría en el próximo presidente de Sudáfrica.
El actual presidente Cyril Ramaphosa dirigió el gobernante Congreso Nacional Africano (ANC), con el partido intentando retener su condición de mayoría y asegurar a Ramaphosa un período completo en el cargo como presidente; su predecesor, Jacob Zuma, dimitió de su cargo el 14 de febrero de 2018. Zuma ya no era elegible para un tercer mandato, ya que la Constitución de Sudáfrica limita a un presidente a servir un máximo de dos mandatos de cinco años.
La elección de la Asamblea Nacional fue ganada por el gobernante Congreso Nacional Africano (ANC), pero con una mayoría reducida del 57,50 %, frente al 62,15 % de las elecciones de 2014. Esta fue también la elección con el porcentaje de votos más bajo del ANC desde las elecciones después del fin del apartheid en 1994, cuando obtuvieron el 66,35 % de votos. La oposición oficial Alianza Democrática (DA) bajó del 22,23 % al 20,77 %, mientras que los Luchadores por la Libertad Económica (EFF) crecieron significativamente, pasando del 6,35 % al 10,80 %. El Partido de la Libertad Inkatha (IFP) creció del 2,40 % al 3,38 %, esta fue la primera vez que el partido creció desde 1994. El Frente de la Libertad Plus (FF +) también creció del 0,9 % al 2,38 %, que es su porcentaje de votos más alto desde su fundación.
Ocho de las nueve legislaturas provinciales fueron ganadas por el ANC. La EFF mantuvo su posición como oposición oficial en Limpopo y el Noroeste, al tiempo que venció a la Alianza Democrática al segundo lugar en Mpumalanga. El DA obtuvo el segundo lugar en cuatro provincias ganado por la ANC. En KwaZulu-Natal, el Partido de la Libertad Inkatha venció al DA al segundo lugar por primera vez desde 2014 y creció al 3.38 % a nivel nacional. En Cabo Occidental, la única provincia que no ganó el ANC, la DA disminuyó del 59,38 % al 55,45 %.

## Encuestas
| Datos | Organización | ANC          | DA    | EFF  | Otros | Abstención |      |     |     |      |
| ----- | ------------ | ------------ | ----- | ---- | ----- | ---------- | ---- | --- | --- | ---- |
| Datos | Organización | Mayo de 2017 | Ipsos | 47 % | Otros | Abstención | 21 % | 5 % | 3 % | 24 % |